# Camp de concentració de Belzec
Belzec va ser el primer camp d'extermini nazi. Estava situat a 100 milles al sud-est de Varsòvia, prop de la ciutat de Lviv i Zamosc. Pertanyia al districte de Lublin del Govern General de Hans Frank, el territori no annexionat directament ni per l'Alemanya Nazi ni per la Unió Soviètica.
El camp d'extermini de Belzec va començar a funcionar finalment el 17 de març de 1942 amb l'objectiu d'eliminar els jueus del Govern General de Polònia com a part de l'Operació Reinhard. En ell hi van morir al voltant de 434.500 jueus, així com un nombre indeterminat de polonesos i gitanos. Solament dos jueus van sobreviure a Belzec, Rudolf Reder i Chaim Herszman, la qual cosa pot explicar per què el nivell de coneixement del camp sigui tan baix. El camp va tenir tres cambres de gas, utilitzant monòxid de carboni com a mitjà per a assassinar els presoners. Aquest camp no posseïa forns crematoris, raó per la qual cosa els cadàvers van haver d'enterrar-se en fosses, les quals al cap de poc es van aixecar pels gasos i aigua, ocasionant que Wirth, el comandant iniciés operacions per a desenterrar i cremar els cossos.
A fi de realitzar millores en el camp en relació amb les operacions d'extermini, aquestes van ser detingudes a mitjan juny de 1942. S'estima que entre març i juny s'hi havien assassinat 93.000 jueus
En aquesta data, el vell edifici de fusta amb les tres cambres de gas va ser desmantellat i se'n va construir un nou amb sis cambres de gas, amb una capacitat de 2.000 persones simultàniament. Es van reiniciar les operacions d'extermini a la fi de juliol de 1942, tot i que va ser un dels primers camps a ser desmantellats, el maig de 1943.